# Conférence de Bonn de 2001 sur les changements climatiques

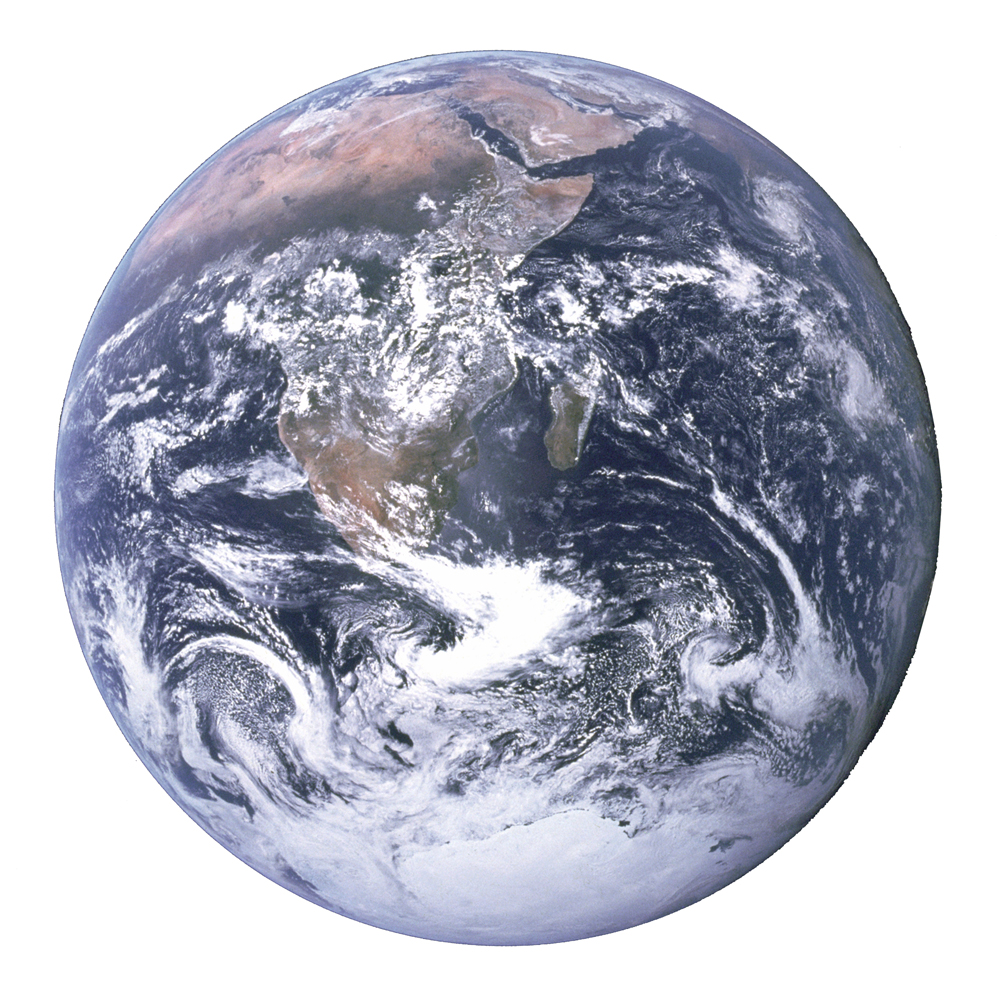
La Terre vue par Apollo XVII

La Conférence de Bonn de 2001 sur les changements climatiques, généralement appelée Cop 6 bis, s'est tenue du 16 juillet au 27 juillet 2001 afin de procéder à la mise en œuvre du protocole de Kyoto visant à réduire de 5 % en moyenne les émissions de gaz à effet de serre des pays industrialisés. La Conférence de Bonn faisait office de décret d'application des  accords de Kyoto de 1997.
Plusieurs mesures concrètes ont été approuvées :
- Les procédures et règles de comptage des émissions de gaz.
- Organisation du système d'échanges d'émission de gaz entre le Nord et le Sud (un pays industrialisé est ainsi autorisé à soustraire la quantité de gaz qu'il aide à réduire dans un autre pays de son compte global),
- Création d'un fonds d'adaptation permettant aux pays émergents de faire face aux changements climatiques devant être doté de 450 millions d'euros,
- Mise en place d'un organe de contrôle du respect des engagements. Dans le cas où un pays ne respecterait pas ses engagements, il serait alors exclu du système d'échange entre les pays.

Cette Conférence constitue le premier pas en matière de réalisation d'une réglementation internationale contraignante en matière environnementale.